# Chapelle Saint-Jacques de Saint-Léon
Pour les articles homonymes, voir Chapelle Saint-Jacques.
La chapelle Saint-Jacques de Saint-Léon est un édifice religieux situé sur la commune française de Merléac, dans le département des Côtes-d'Armor.
La chapelle est classée aux monuments historiques.

## Historique
La chapelle Saint-Jacques est construite au XIVe siècle  par Marguerite de Rohan et Olivier de Clisson. Les vitraux et les peintures murales, ainsi que le lambris et l'autel en granit, sont ajoutés au siècle suivant. Une chaire en bois est installée au XVIe siècle.
La chapelle fait l'objet d'un classement au titre des monuments historiques par arrêté du 1er décembre 1908.

## Description
La chapelle prend la forme d'une nef à trois vaisseaux séparés par deux rangées d'arcs brisés. On y accède par un porche sur le mur de façade, ainsi que deux portails latéraux. Une grande baie dont le remplage dessine des roses ouvre le mur absidal.
Le surlignage des arcades par la polychromie se transforme en décor héraldique faisant alterner les macles de la maison de Rohan, avec les hermines bretonnes peintes en ocre rouge au lieu d'êtres noires. Les peintures sur lambris (Adam et Ève chassés du paradis, création des animaux terrestres…) on fait l'objet d'un colloque pluridisciplinaire le 28 octobre 2017.